# 藪波站
藪波站（日语：／ Yabunami eki */?）是位於富山縣小矢部市淺地，加越能鐵道加越線的鐵路車站（廢站）。

## 歷史
- 1927年（昭和2年）7月10日：加越鐵道線石動站至津澤站之間開設此站[注 1]。
- 1943年（昭和18年）1月1日：成為富山地方鐵道的車站。
- 1950年（昭和25年）10月23日：成為加越能鐵道的車站。
- 1972年（昭和47年）9月16日：加越線廢除，此站也被廢除[1]。

## 現狀
在廢站後，站舍和月台被撤走，車站附屬建築物被用作公民館，但是現時已被撤走（撤去日時不詳）。現時路軌和車站遺址分別變成了富山縣道370號富山庄川小矢部單車道線和其休憩處「藪波服務區」。

## 相鄰車站
加越能鐵道
加越線
四日町－藪波－津澤

## 注腳

## 相關項目
- 日本鐵路車站列表 Ya
- 高岡荊波站 - 在2018年（平成30年）於高岡市啟用的愛之風富山鐵道線。車站名稱取自萬葉集。